# Alfred Willommet
Alfred Willommet (ur. 9 listopada 1928) – szwajcarski pięściarz. Reprezentant kraju podczas igrzysk olimpijskich w 1952 w Helsinkach. 
Na igrzyskach w Helsinkach wystąpił w turnieju wagi piórkowej. W pierwszej walce przegrał z Seo Byeong-ranem z Korei Południowej.